# Wattstown
Wattstown är en by i community Ynyshir, i kommunen Rhondda Cynon Taf, i Wales. Byn är belägen 7 km från Pontypridd. Byn hade 1 102 invånare år 2021.